# Karol Niziołek
Karol Niziołek (ur. 1 października 1987 w Warszawie) – model, polski wioślarz, zawodnik Warszawskiego Towarzystwa Wioślarskiego.

## Osiągnięcia
- Mistrzostwa Świata Juniorów – Brandenburg 2005 – czwórka podwójna – 8. miejsce[1].
- Mistrzostwa Świata U-23 – Brandenburg 2008 – czwórka podwójna – 3. miejsce[1].
- Mistrzostwa Europy – Ateny 2008 – czwórka podwójna  – 7. miejsce[1].
- Mistrzostwa Świata U-23 – Račice 2009 – czwórka podwójna – 9. miejsce[1].